# Komora daszkowa
Komora daszkowa – jeden z typów komór spalania w silnikach o zapłonie iskrowym. Jest ona ograniczona dwiema pochylonymi płaskimi ściankami głowicy, tworzącymi kształt dachu. Konstrukcja tej komory umożliwia stosowanie więcej niż dwóch zaworów na cylinder. Zawory dolotowe są umieszczone na jednej płaszczyźnie daszka, a wylotowe na drugiej płaszczyźnie daszka. Świeca zapłonowa jest umieszczona centralnie między zaworami. Komora daszkowa ze względu na możliwość stosowania więcej niż dwóch zaworów na cylinder znajduje obecnie powszechne zastosowanie.